# 陳欣湄
陳欣湄（1984年10月13日—），臺灣醫師、主持人、專欄作家。曾任中山醫學大學附設醫院家醫科醫師，現任臺北市中山醫院家醫科醫師、《健康2.0》節目主持人。

## 經歷
2014年，陳欣湄於中山醫學大學附設醫院任職時，以高挑身材、神似模特兒林又立的明星臉、常於Facebook分享個人塗鴉插畫「醫院觀察日記」，受媒體報導而爆紅。後常為談話性節目嘉賓，包括《醫師好辣》、《金牌大健諜》、《健康好生活》、《別讓身體不開心》、《健康2.0》、《康熙來了》、《國光幫幫忙》、《一袋女王》等。2024年7月接任談話節目《健康2.0》節目主持人。

## 作品

### 主持
- 《健康2.0》（2024年7月迄今）

### 書籍
- 《史上第一本！睡好覺：掌握黃金熟眠90分鐘，不用7小時就能全面修復身體功能》（2014年10月出版）
- 《其實你胖得很冤枉：家醫科女醫師教你重啟健康體重基礎閾值，身體自然瘦》（2021年6月出版）

## 外部連結
- 陳欣湄。家醫科女醫師日常的Facebook專頁